# Ťahanovce

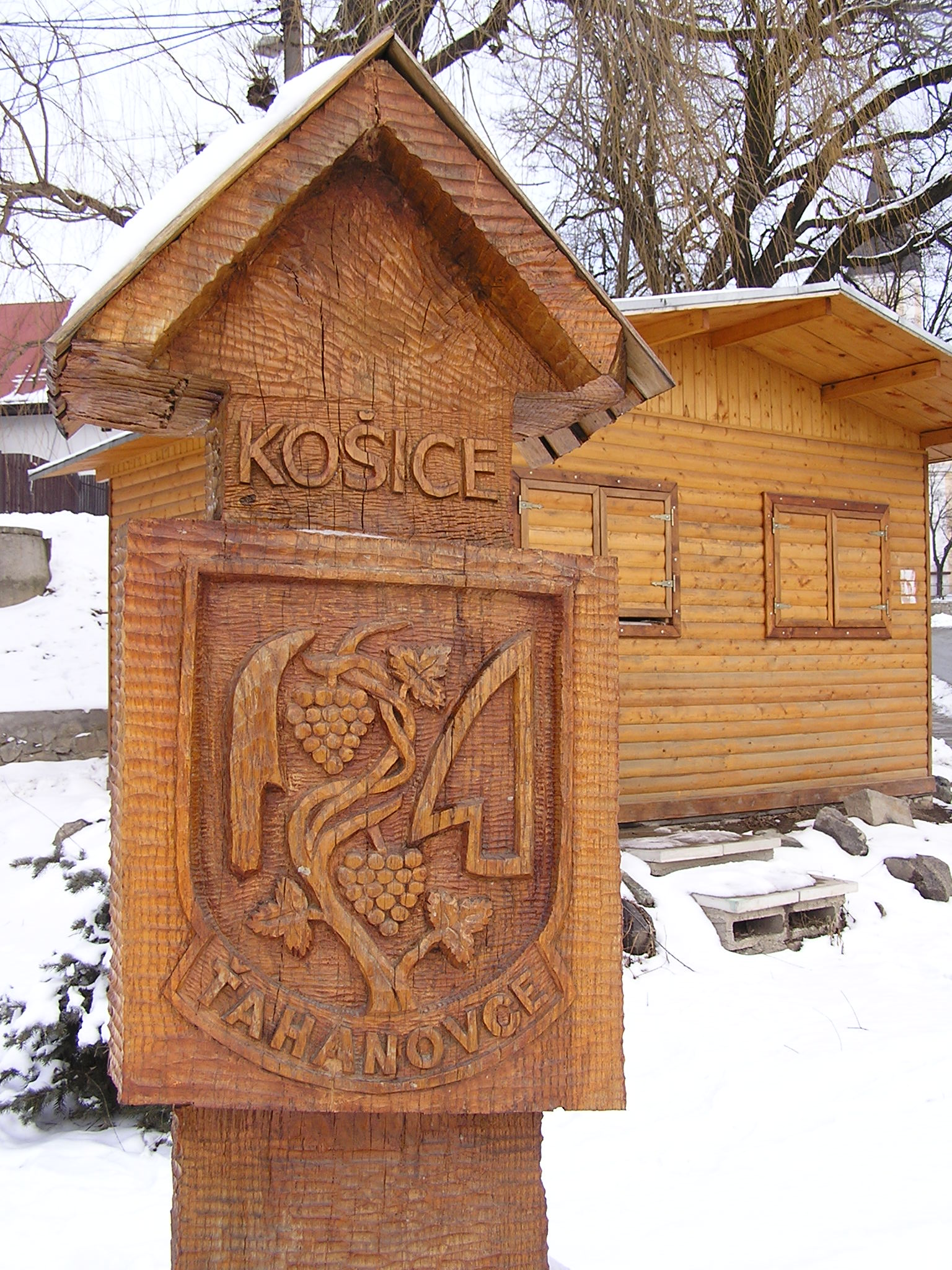
Herb miejscowości Ťahanovce

Ťahanovce (węg. Hernádtihany), Košice – mestská časť Ťahanovce – część miasta Koszyce na Słowacji.
Pierwsza pisemna wzmianka o Ťahanovcach datowana jest na 1263. Była to niezależna wieś do 1969, kiedy to została przyłączona do Koszyc. Ťahanovce są domem dla około 2000 (przeważnie starszych) ludzi i są ściśle związane z częścią miasta Sídlisko Ťahanovce.

## Niektóre z historycznych nazw miejscowości Ťahanovce
- 1263 – łac. predium Tehan (związane z imieniem osoby)
- 1293 – łac. possesio Thehan
- 1355 – łac. villa Techan
- 1399 – łac. Thehaan
- 1773 – słow. Czahanowcze, węg. Téhany
- 1786 – słow. Czahanowecz, węg. Téhány
- 1808 – słow. Tahanowce, węg. Tehány
- 1863, 1892 – węg. Tihany
- 1873 – węg. Tihány
- 1888 – węg. Abaújtihány
- 1907, 1938 – węg. Hernádtihany
- 1920, 1945 – słow. Ťahanovce

## Statystyka
- Powierzchnia: 7,28 km²
- Liczba mieszkańców: 2512
- Gęstość zaludnienia: 345 os./km²
- Powiat: Koszyce I
- Prezydent: Ján Nigut

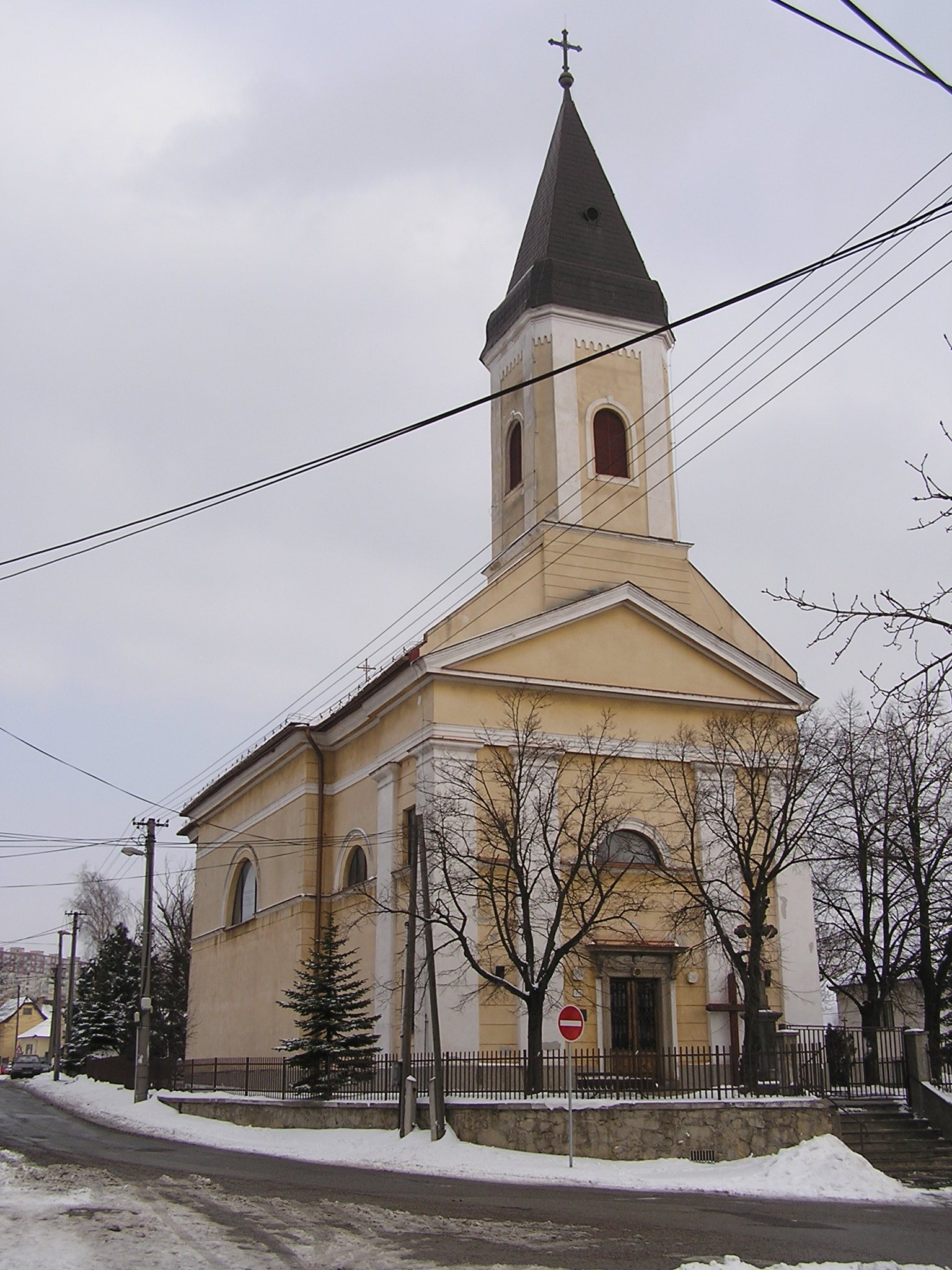
Kościół św. Anny wzniesiony w 1850
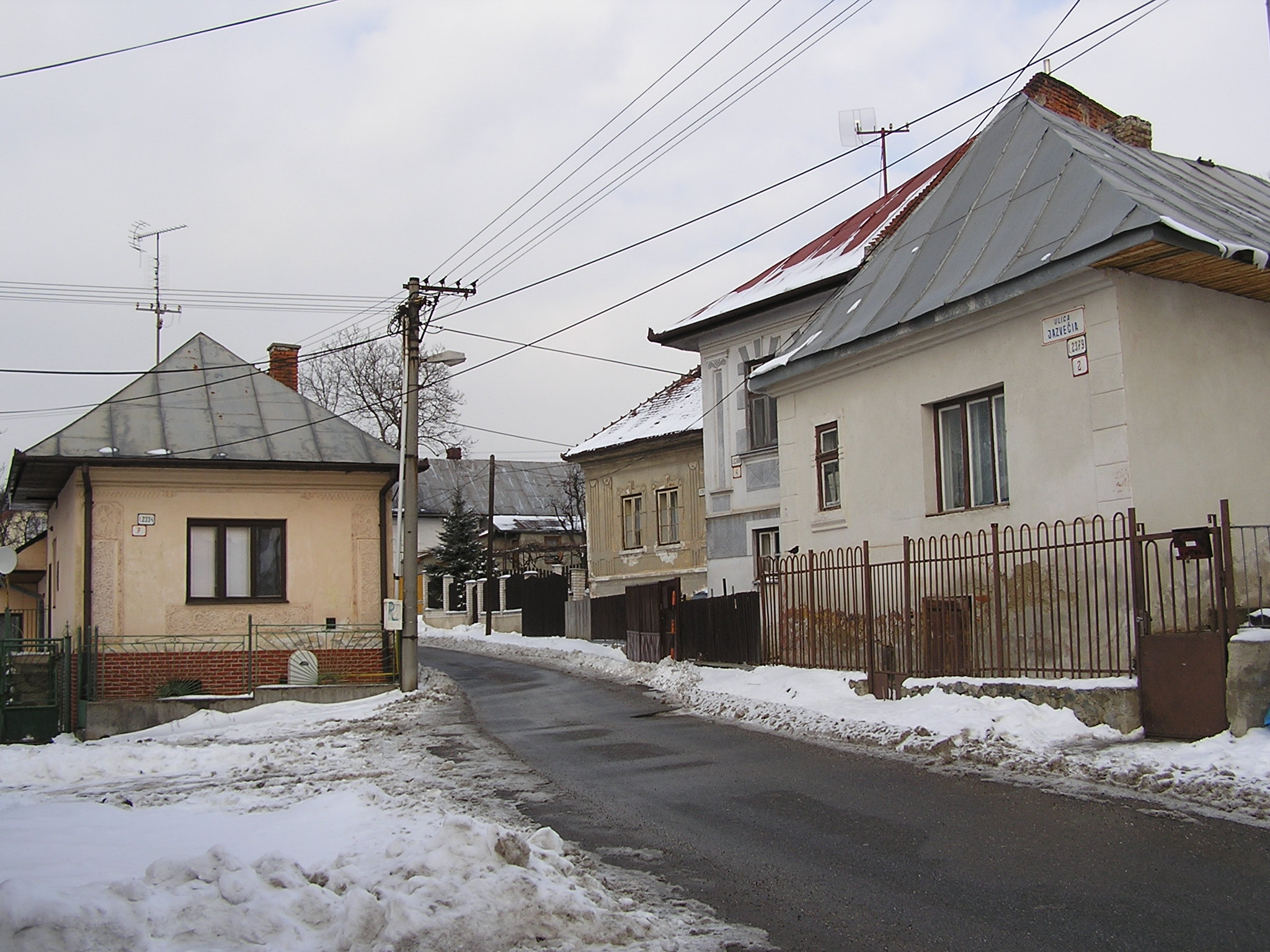
Domy w Ťahanovcach
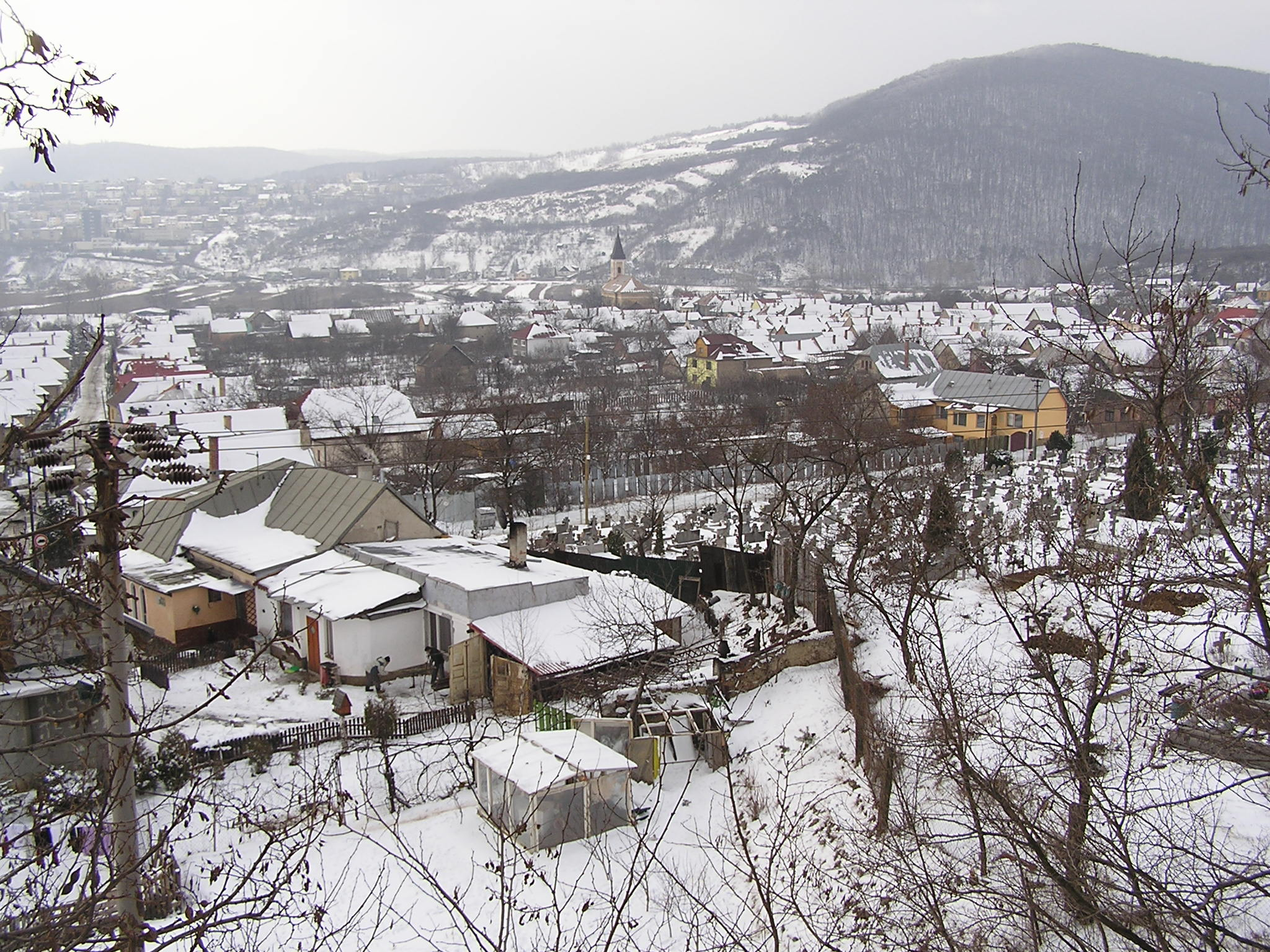
Cały widok na Ťahanovce